# Apice del cuore
L'apice del cuore rappresenta il punto di congiungimento dei due solchi interventricolare posteriore e inferiore. Si presenta più o meno appuntito a seconda della forma dell'organo e dello stato in cui il cuore è stato fissato (ovvero organo in situ o reperto autoptico).

## Apice destro
Non raggiunge mai il vero apice del cuore, poiché dista da questo alcuni centimetri. La struttura interna della cavità è caratterizzata da numerose trabecole, che incrociandosi in tutti i sensi, danno un aspetto particolare a questa sezione che viene anche definita porzione cavernosa o spongiosa del ventricolo destro e che, post mortem, conterrà una gran parte dei coaguli formatisi.

## Apice sinistro
L'apice del cono ventricolare sinistro è la vera punta del cuore. È occupato dalle colonne carnose di secondo e terzo ordine, che sono delle trabecole carnee che si uniscono in maglie molto fitte. Alcune di queste trabecole raggiungono i muscoli papillari, generalmente l'anteriore.